# Critics' Choice Award al miglior giovane interprete
Il Critics' Choice Award al miglior giovane interprete (Critics' Choice Movie Award for Best Young Performer) è un premio cinematografico assegnato annualmente nel corso dei Critics' Choice Awards (in precedenza noti anche come Critics' Choice Movie Awards).
Dal 1997 al 2004 il premio veniva assegnato per il miglior giovane interprete senza distinzioni di sesso. Dal 2005 al 2008 invece veniva assegnato un premio per il miglior giovane attore e un premio per la migliore giovane attrice. Dall'edizione del 2009 il premio viene assegnato nuovamente senza distinzioni di sesso.

## Vincitori e candidati
I vincitori sono indicati in grassetto.

### Miglior giovane interprete (1997-2004)
- 1997: Jonathan Lipnicki – Jerry Maguire
- 1998: Jurnee Smollett – La baia di Eva (Eve's Bayou)
- 1999: Ian Michael Smith – Simon Birch
- 2000: Haley Joel Osment – The Sixth Sense - Il sesto senso (The Sixth Sense)
- 2001: Jamie Bell – Billy Elliot
- 2002
  - Dakota Fanning – Mi chiamo Sam (I Am Sam)
  - Haley Joel Osment – A.I. - Intelligenza artificiale (A.I. Artificial Intelligence)
  - Daniel Radcliffe – Harry Potter e la pietra filosofale (Harry Potter and the Philosopher's Stone)
- 2003
  - Kieran Culkin – Igby (Igby Goes Down)
  - Tyler Hoechlin – Era mio padre (Road to Perdition)
  - Nicholas Hoult – About a Boy - Un ragazzo (About a Boy)
- 2004
  - Keisha Castle-Hughes – La ragazza delle balene (Whale Rider)
  - Emma Bolger – In America - Il sogno che non c'era (In America)
  - Sarah Bolger – In America - Il sogno che non c'era (In America)
  - Evan Rachel Wood – Thirteen - 13 anni (Thirteen)

### Miglior giovane attore (2005-2008)
- 2005
  - Freddie Highmore – Neverland - Un sogno per la vita (Finding Neverland)
  - Liam Aiken – Lemony Snicket - Una serie di sfortunati eventi (Lemony Snicket's A Series of Unfortunate Events)
  - Cameron Bright – Birth - Io sono Sean (Birth)
  - Daniel Radcliffe – Harry Potter e il prigioniero di Azkaban (Harry Potter and the Prisoner of Azkaban)
  - William Ullrich – Beyond the Sea
- 2006
  - Freddie Highmore – La fabbrica di cioccolato (Charlie and the Chocolate Factory)
  - Jesse Eisenberg – Il calamaro e la balena (The Squid and the Whale)
  - Alex Etel – Millions
  - Owen Kline – Il calamaro e la balena (The Squid and the Whale)
  - Daniel Radcliffe – Harry Potter e il Calice di Fuoco (Harry Potter and the Goblet of Fire)
- 2007
  - Paul Dano – Little Miss Sunshine
  - Cameron Bright – Thank You for Smoking
  - Joseph Cross – Correndo con le forbici in mano (Running with Scissors)
  - Freddie Highmore – Un'ottima annata - A Good Year (A Good Year)
  - Jaden Smith – La ricerca della felicità (The Pursuit of Happyness)
- 2008
  - Ahmad Khan Mahmoodzada - Il cacciatore di aquiloni (The Kite Runner)
  - Michael Cera - Juno
  - Michael Cera - Suxbad - Tre menti sopra il pelo (Superbad)
  - Freddie Highmore - La musica nel cuore - August Rush (August Rush)
  - Ed Sanders - Sweeney Todd - Il diabolico barbiere di Fleet Street (Sweeney Todd: The Demon Barber of Fleet Street)

### Migliore giovane attrice (2005-2008)
- 2005
  - Emmy Rossum – Il fantasma dell'Opera (The Phantom of the Opera)
  - Emily Browning – Lemony Snicket - Una serie di sfortunati eventi (Lemony Snicket's A Series of Unfortunate Events)
  - Dakota Fanning – Man on Fire - Il fuoco della vendetta (Man on Fire)
  - Lindsay Lohan – Mean Girls
  - Emma Watson – Harry Potter e il prigioniero di Azkaban (Harry Potter and the Prisoner of Azkaban)
- 2006
  - Dakota Fanning – La guerra dei mondi (War of the Worlds)
  - Flora Cross – Parole d'amore (Bee Season)
  - Georgie Henley – Le cronache di Narnia - Il leone, la strega e l'armadio (The Chronicles of Narnia: the Lion, the Witch & the Wardrobe)
  - Q'orianka Kilcher – The New World - Il nuovo mondo (The New World)
  - Emma Watson – Harry Potter e il Calice di Fuoco (Harry Potter and the Goblet of Fire)
- 2007
  - Abigail Breslin – Little Miss Sunshine
  - Ivana Baquero – Il labirinto del fauno (Pan's Labyrinth)
  - Shareeka Epps – Half Nelson
  - Dakota Fanning – La tela di Carlotta (Charlotte's Web)
  - Keke Palmer – Una parola per un sogno (Akeelah and the Bee)
- 2008
  - Nikki Blonsky - Hairspray - Grasso è bello (Hairspray)
  - Dakota Blue Richards - La bussola d'oro (The Golden Compass)
  - AnnaSophia Robb - Un ponte per Terabithia (Bridge to Terabithia)
  - Saoirse Ronan - Espiazione (Atonement)

### Miglior giovane interprete (2009-presente)

#### Anni 2010
- 2009
  - Dev Patel – The Millionaire (Slumdog Millionaire)
  - Dakota Fanning – La vita segreta delle api (The Secret Life of Bees)
  - David Kross – The Reader - A voce alta (The Reader)
  - Brandon Walters – Australia
- 2010
  - Saoirse Ronan – Amabili resti (The Lovely Bones), regia di Peter Jackson
  - Jae Head – The Blind Side, regia di John Lee Hancock
  - Bailee Madison – Brothers, regia di Jim Sheridan
  - Max Records – Nel paese delle creature selvagge (Where the Wild Things Are), regia di Spike Jonze
  - Kodi Smit-McPhee – The Road, regia di John Hillcoat
- 2011
  - Hailee Steinfeld – Il Grinta (True Grit)
  - Elle Fanning – Somewhere
  - Jennifer Lawrence – Un gelido inverno (Winter's Bone)
  - Chloë Grace Moretz – Blood Story (Let Me In)
  - Chloë Grace Moretz – Kick-Ass
  - Kodi Smit-McPhee – Blood Story (Let Me In)
- 2012
  - Thomas Horn – Molto forte, incredibilmente vicino (Extremely Loud and Incredibly Close)
  - Asa Butterfield – Hugo Cabret (Hugo)
  - Elle Fanning – Super 8
  - Ezra Miller – ...e ora parliamo di Kevin (We Need to Talk About Kevin)
  - Saoirse Ronan – Hanna
  - Shailene Woodley – Paradiso amaro (The Descendants)
- 2013
  - Quvenzhané Wallis – Re della terra selvaggia (Beasts of the Southern Wild)
  - Elle Fanning – Ginger & Rosa
  - Kara Hayward – Moonrise Kingdom - Una fuga d'amore (Moonrise Kingdom)
  - Tom Holland – The Impossible
  - Logan Lerman – Noi siamo infinito (The Perks of Being a Wallflower)
  - Suraj Sharma – Vita di Pi
- 2014
  - Adèle Exarchopoulos – La vita di Adele (Blue Is the Warmest Colour)
  - Asa Butterfield – Ender's Game
  - Liam James – C'era una volta un'estate (The Way, Way Back)
  - Sophie Nélisse – Storia di una ladra di libri (The Book Thief)
  - Tye Sheridan – Mud
- 2015
  - Ellar Coltrane – Boyhood
  - Ansel Elgort – Colpa delle stelle (The Fault in Our Stars)
  - Mackenzie Foy – Interstellar
  - Jaeden Lieberher – St. Vincent
  - Tony Revolori – Grand Budapest Hotel (The Grand Budapest Hotel)
  - Quvenzhané Wallis – Annie - La felicità è contagiosa (Annie)
  - Noah Wiseman – Babadook (The Babadook)
- 2016 (Gennaio)
  - Jacob Tremblay – Room
  - Abraham Attah – Beasts of No Nation
  - RJ Cyler – Quel fantastico peggior anno della mia vita (Me and Earl and the Dying Girl)
  - Shameik Moore – Dope - Follia e riscatto (Dope)
  - Milo Parker – Mr. Holmes - Il mistero del caso irrisolto (Mr. Holmes)
- 2016 (Dicembre)
  - Lucas Hedges – Manchester by the Sea
  - Alex R. Hibbert – Moonlight
  - Lewis MacDougall – Sette minuti dopo la mezzanotte (A Monster Calls)
  - Madina Nalwanga – Queen of Katwe
  - Sunny Pawar – Lion - La strada verso casa (Lion)
  - Hailee Steinfeld – 17 anni (e come uscirne vivi) (The Edge of Seventeen)
- 2018
  - Brooklynn Prince – Un sogno chiamato Florida (The Florida Project)
  - Mckenna Grace – Gifted - Il dono del talento (Gifted)
  - Dafne Keen – Logan: The Wolverine (Logan)
  - Millicent Simmonds – La stanza delle meraviglie (Wonderstruck)
  - Jacob Tremblay – Wonder
- 2019
  - Elsie Fisher - Eighth Grade - Terza media (Eighth Grade)
  - Thomasin McKenzie - Senza lasciare traccia (Leave No Trace)
  - Ed Oxenbould - Wildlife
  - Millicent Simmonds - A Quiet Place - Un posto tranquillo (A Quiet Place)
  - Amandla Stenberg - Il coraggio della verità - The Hate U Give (The Hate U Give)
  - Sunny Suljic - Mid90s

#### Anni 2020
- 2020[1]
  - Roman Griffin Davis – Jojo Rabbit
  - Julia Butters – C'era una volta a... Hollywood (Once Upon a Time... in Hollywood)
  - Noah Jupe – Honey Boy
  - Thomasin McKenzie – Jojo Rabbit
  - Shahadi Wright Joseph – Noi (Us)
  - Archie Yates – Jojo Rabbit
- 2021[2]
  - Alan Kim – Minari
  - Ryder Allen – Palmer
  - Ibrahima Gueye – La vita davanti a sé
  - Talia Ryder – Mai raramente a volte sempre (Never Rarely Sometimes Always)
  - Caoilinn Springall – The Midnight Sky
  - Helena Zengel – Notizie dal mondo (News of the World)
- 2022[3]
  - Jude Hill – Belfast
  - Cooper Hoffman – Licorice Pizza
  - Emilia Jones – CODA - I segni del cuore (CODA)
  - Woody Norman – C'mon C'mon
  - Saniyya Sidney – Una famiglia vincente - King Richard (King Richard)
  - Rachel Zegler – West Side Story
- 2023[4]
  - Gabriel LaBelle – The Fabelmans
  - Frankie Corio – Aftersun
  - Jalyn Hall – Till - Il coraggio di una madre (Till)
  - Bella Ramsey – Catherine (Catherine Called Birdy)
  - Banks Repeta – Armageddon Time - Il tempo dell'apocalisse (Armageddon Time)
  - Sadie Sink – The Whale
- 2024[5][6]
  - Dominic Sessa – The Holdovers - Lezioni di vita (The Holdovers)
  - Abby Ryder Fortson – Ci sei Dio? Sono io, Margaret (Are You There, God? It's Me, Margaret)
  - Ariana Greenblatt – Barbie
  - Calah Lane – Wonka
  - Milo Machado-Graner – Anatomia di una caduta (Anatomie d'une chute)
  - Madeleine Yuna Voyles – The Creator

- 2025[7][8]
  - Maisy Stella – My Old Ass
  - Alyla Browne – Furiosa: A Mad Max Saga
  - Elliott Heffernan – Blitz
  - Izaac Wang – Dìdi
  - Alisha Weir – Abigail
  - Zoe Ziegler – Janet Plane